# Mount Vernon (Georgia)
Mount Vernon es una ciudad ubicada en el condado de Montgomery en el estado estadounidense de Georgia. En el año 2000 tenía una población de 2.082 habitantes.

## Geografía
Mount Vernon se encuentra ubicada en las coordenadas 32°10′53″N 82°35′38″O / 32.18139, -82.59389 (32.181403, -82.593759).
Según la Oficina del Censo, la localidad tiene un área total de 10,7 km² (4,1 mi²), de la cual 10,7 km² (4,1 mi²) es tierra y 0 km² (0 mi²) (0.00%) es agua.

## Demografía
Según la Oficina del Censo en 2000 los ingresos medios por hogar en la localidad eran de $26,466, y los ingresos medios por familia eran $33,750. Los hombres tenían unos ingresos medios de $27,112 frente a los $19,766 para las mujeres. La renta per cápita para la localidad era de $11,509. 